# FD–25 Defender
Az FD–25 Defender az amerikai Fletcher Aviation repülőgépgyár könnyű földi támogató repülőgépe, melyet az 1950-es évek elején fejlesztettek ki. Az Egyesült Államokban sorozatban nem gyártották, csak a japán Toyo repülőgépgyár épített belőle egy kisebb sorozatot.

## Története
A gépet a Fletcher testvérek, Maurice és Wendell Fletcher a koreai háborúban a hagyományos, lázadó csapatok és gerilla-hadviselést folytató erők ellen bevethető, földi támogató célra alkalmas repülőgépek iránti igény kielégítésére szánták. Az Egyesült Államok légierejében a koreai háború kitörésekor csak második világháborús típusok álltak rendelkezésre erre a célra. Fletcherék John Willard Thorp repülőgép-tervezőt kérték fel egy könnyű, egyszerűen és olcsón gyártható földi támogató repülőgép megtervezésére. A Fletcher testvérek 1950 novemberében döntöttek a gép megtervezéséről. Thorp az 1946-ban elkészült korábbi gépe, a T–11 Sky Cootert vette alapul a fejlesztésénél. A FD–25 törzse és a vezérsíkok a T–11-től származik, míg – tekintettel a fegyverzet beépítése jelentette terhelésekre – a géphez teljesen új szárnyat tervezett.
A Fletcher Aviation összesen három prototípust készített el. Az első, együléses prototípus öt és fél hónap alatt készült el. Jellegzetessége volt, hogy a gép építéséhez alumínium helyett nagyrészt magnéziumot használtak. Emögött az a megfontolás állt, hogy a hidegháborús körülmények között azt feltételezték, hogy egy nemzetközi konfliktus esetén az alumínium beszerezhetősége nehezebb lesz. Az N90802 lajstromjelet kapott gép 1951. április 14-én hajtotta végre az első felszállását a tervezőjével, John Thorppal a fedélzetén. Az első gépre fegyverzetet még nem szereltek.
A második, kétüléses, FD–25A jelű prototípus 1952-ben készült el, ez N90609 lajstromjellel repült. A gépen az ülések egymás mellett helyezkedtek el, a sárkányszerkezet magnéziumból és alumíniumból készült. Fegyverzete szintén nem volt. Az FD–25A az első felszállásán 1952-ben lezuhant, a berepülőpilóta és a gépen tartózkodó fedélzeti mérnök is életét vesztette.
A harmadik, együléses kivitelű prototípusnál mellőzték a magnéziumot, a gép teljes egészben alumínium-ötvözetből készült. Az FD–2B5 jelzésű, N91316 lajstromjelű gép 1953-ban repült először. A gépet fegyverzettel is ellátták. A szárnyak alatti tartókra géppuskákat, légibombákat és földi célok elleni nem irányított rakétákat lehetett rögzíteni. A géppel lövészeti bemutatót is tartottak amerikai katonai vezetők számára a Mojave sivatagban, ahol a teljesítménye és a tulajdonságait pozitívan értékelték. A gyártó egy 200-as gyártási sorozat esetén gépenként 25 ezer dolláros árat ajánlott.
A gép ugyan elismerést váltott ki egyes katonai vezetők részéről, de a US Army az akkori előírások szerint ilyen típust nem üzemeltethetett, míg a légierő egyáltalán nem érdeklődött a típus iránt. A következő években is több bemutató repülést tartottak a prototípussal, de a Fletcher Aviationak nem sikerült kormányzati megrendelést kapni a gépre. Ezért Fletcherék 1956. május 11-én beszüntették a gép fejlesztési programját, az erőforrásaikat inkább az FU–24 mezőgazdasági repülőgép fejlesztésére fordították. A harmadik, FD–25B jelű prototípus addig összesen 340 órát repült.
Még 1953-ban a gép gyártási jogát eladták a japán Toyo repülőgépgyárnak. Az első japán gyártású gép 1953-ban repült először. A Toyo csak egy kis sorozatot, 12 darab gépet épített. Ebből nyolc darabot a Kambodzsai Légierőnek, négy darabot a Dél-vietnami Légierőnek adtak el, kétüléses FD–25A és együléses FD–25B együléses változatokat egyaránt. Ezek a gépek az 1960-as évekig üzemelhettek.

## Fennmaradt példánya

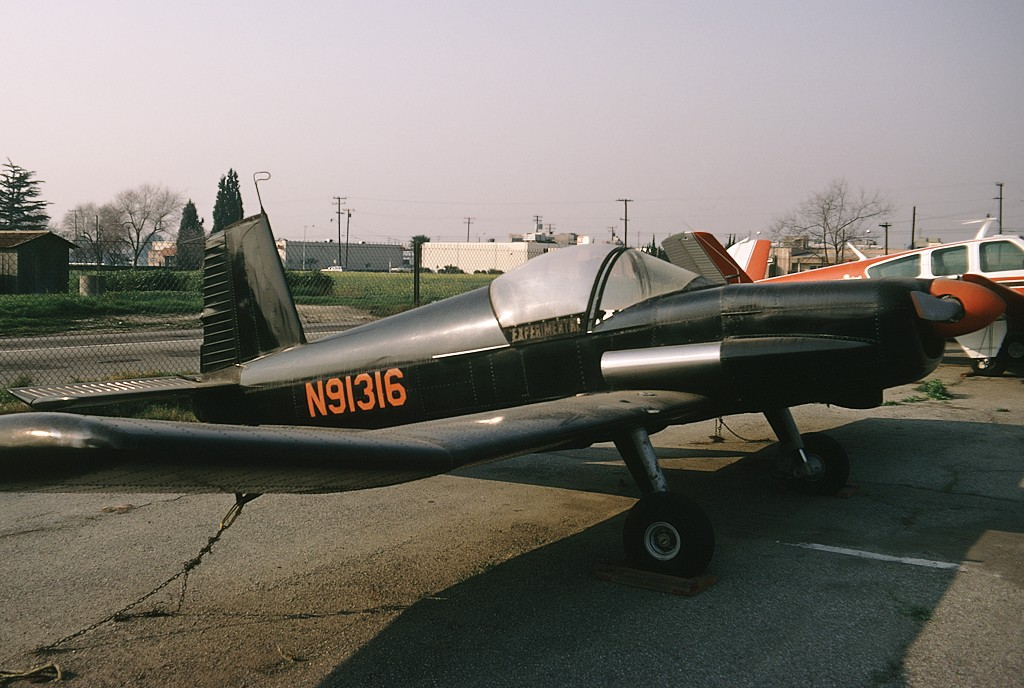
A fennmaradt harmadik prototípus 1971-ben a kaliforniai Fullerton repülőtéren

A gép fejlesztésének 1956-os beszüntetése után a harmadik, FD–25B jelű együléses prototípust a gép egyik berepülő pilótája, Jim Beaver vásárolta meg. A géppel az 1960-as évek közepéig rendszeresen repültek. Később a kaliforniai Fullerton repülőtéren, majd a San Diegó-i repülőtéren tárolták. 2006-ban teljesen felújították, napjainkban is üzemképes állapotban van. A fekete festésű gép az eredeti, N91316-os lajstromjelet viseli.

## Műszaki jellemzői
Teljesen fémépítésű, alsószárnyas elrendezésű, egymotoros repülőgép. A sárkányszerkezete alumínium ötvözetből készült, a prototípusoknál magnéziumot is felhasználtak.
A gépnek beépített fegyverzete nem volt. Fegyverzetét a szárnyak alatt kialakított, félszárnyanként négy-négy darab tartóra lehetett rögzíteni. Fegyverzetét két 33 gallonos napalm-tartály, két 115 kg-os fontos kazettás légibomba, valamint különféle méretű földi célok elleni nem irányított rakéták, valamint 7,62 mm-es hátrafelé tüzelő géppuskák képezték, egyenként 1000 db-os lőszerjavadalmazással. A szárny egyenes, téglalap alaprajzú, a relatív profilvastagság viszonylag kicsi. A szárnyközép teljesen vízszintes, míg a szárnyvégek 6 fokos pozitív V-beállításúak. A szárnyakban elhelyezett üzemanyagtartály 300 literes.
A gépbe egy darab Continental E–225–8 típusú, hathengeres boxermotort építette, mely 167 kW (225 LE) maximális (felszálló) teljesítmény leadására képes. A motor kéttollú, változtatható állásszögű Hartzell fém légcsavart hajt. (Az első prototípuson még állandó állásszögű légcsavar volt.) A motor kipufogó csövei elé a törzs mindkét oldalára lángrejtőt szereltek, mely éjszakai bevetésen a gép felfedezhetőségét csökkenti.
Futóműve hagyományos hárompontos, nem behúzható.

## Műszaki adatai

### Geometriai méretek és tömeg-adatok
- Fesztáv: 9,14 m
- Hossz: 6,38 m
- Magasság: 1,60 m
- Szárnyfelület: 13,9 m²
- Üres tömeg: 645 kg
- Maximális felszálló tömeg: 1223 kg
- Üzemanyag: 300 l

### Motor
- Motorok száma: 1 db
- Típusa: Continental E–225–8 típusú, hathengeres, léghűtéses, benzinüzemű boxermotor
- Maximális (felszálló) teljesítmény: 167 kW (225 LE)

### Repülési jellemzők
- Maximális sebesség: 300 km/h
- Emelkedőképesség: 8,8 m/s
- Szolgálati csúcsmagasság: 5000 m
- Hatótávolság: 1335 km

## Külső hivatkozások
- Az FU–25 Defender a Pacific Aerospace (a Fletcher Aviationt megvásárló) vállalat honlapján